# Tarczyk komosowy
Tarczyk komosowy (Cassida vittata) – gatunek chrząszcza z rodziny stonkowatych i podrodziny tarczykowatych. Występuje w niemal całej Palearktyce. Żeruje na różnych roślinach z rodzin astrowatych, goździkowatych, pokrzywowatych i szarłatowatych.

## Taksonomia
Gatunek ten opisany został po raz pierwszy w 1789 roku przez Charlesa Josepha De Villersa.

## Morfologia
Chrząszcz o wydłużonym ciele długości od 4,5 do 5,5 mm. U żywych osobników grzbietowa strona ciała ma tło barwy jaskrawozielonej lub żółtawej z parą srebrzyście opalizujących smug biegnących między drugimi a trzecimi rzędami pokryw. U okazów martwych i wysuszonych wierzch ciała staje się żółty, a smugi znikają. Pokrywy są równomiernie wysklepione aż do listew krawędziowych; ich boczne brzegi nie są rozpłaszczone, ale stromo opadające. Od podobnego tarczyka złotosmugiego wyróżnia się tarczyk komosowy całkiem jasnymi lub tylko u podstawy przyciemnionymi udami oraz delikatnymi bruzdami na czole. Stopy mają rozchylone, pozbawione ząbków przy nasadach pazurki wystające poza wieńce szczecinek na trzecich członach.

## Ekologia i występowanie
Owad ten zamieszkuje łąki, ugory, zarośla, miedze, przydroża, przytorza, ogrody i podobne siedliska. Zarówno osobniki dorosłe jak i larwy tego tarczyka są polifagicznymi fitofagami. Wśród ich roślin żywicielskich wymienia się: marunę bezwonną i rumian polny z rodziny astrowatych, muchotrzew solniskowy i sporek polny z rodziny goździkowatych, pokrzywę zwyczajną z rodziny pokrzywowatych oraz komosę białą, komosę czerwonawą, łobodę oszczepowatą, łobodę solniskową, solanki, solirody i szpinak warzywny z rodziny szarłatowatych.
Jest to gatunek palearktyczny o szerokim rozsiedleniu, sięgający od Półwyspu Iberyjskiego i Afryki Północnej po północne Indie, Chiny i Koreę. W Europie znany jest z Portugalii, Hiszpanii, Wielkiej Brytanii, Francji, Belgii, Luksemburga, Holandii, Niemiec, Szwajcarii, Austrii, Włoch, Danii, Szwecji, Finlandii, Estonii, Łotwy, Litwy, Polski, Czech, Słowacji, Węgier, Ukrainy, Rumunii, Bułgarii, Chorwacji, Bośni i Hercegowiny, Grecji, europejskich części Turcji i Rosji. Występuje też na licznych wyspach Morza Śródziemnego (m.in. Baleary, Cypr, Cyklady, Sardynia, Sycylia, Korsyka, Kreta). W Polsce jest nierzadki.